# Listă de pictori bieloruși
Aceasta este o listă de pictori bieloruși.

## K
- Michel Kikoine
- Pinchus Kremegne

## S
- Chaim Soutine

## Ż
- Eugeniusz Żak